# Carl Friedman
Pour les articles homonymes, voir Friedman.
Carl Friedman, de son vrai nom Carolina Klop, est une auteure des Pays-Bas, née le 29 avril 1952 et morte le 27 mars 2020.

## Biographie
Carolina Klop sous le pseudonyme de Carl Friedman grandit entre Eindhoven, aux Pays-Bas et Anvers, en Belgique. Elle s’intéresse très jeune à la Seconde Guerre mondiale et commence à collectionner et étudier dès 15 ans des documents concernant cette guerre. Sa curiosité pour cet événement se justifie probablement par le fait que son père était un résistant et avait été interné peu avant la Libération au camp d’Oranienburg-Sachsenhausen (situé à 30 km au nord de Berlin)[réf. nécessaire].
Lorsque ses études secondaires se terminent, elle suit une formation de traducteur-interprète. Elle s’installe à Breda aux Pays-Bas, et travaille pour un quotidien régional nommé De Stem. Elle commence sa carrière d’écrivain en 1991, à 39 ans en publiant Mon Père couleur de nuit (Tralievader en néerlandais), qui a eu un succès immédiat et a été adapté pour la télévision en 1995. Il a été traduit en plusieurs langues.
1993 : (en français 2003) Twee koffers vol (Une histoire perdue) porté à l’écran en 1998 À la recherche du passé de Jeroen Krabbé.
1996 : recueil de trois nouvelles nommé De grauwe minnaar (L’Amant Gris)
Parallèlement elle tient une chronique dans divers quotidiens.
Novembre 2001 : premier recueil de ses articles sous le titre Dostojevski’s paraplu (Le Parapluie de Dostoïevski)
automne 2004 : Wie Heeft De Meeste Joden (Qui compte le plus de Juifs)

## Ouvrages
- Mon père couleur de nuit (en allemand : Trievalder) roman, publié en 1991.

L'histoire se passe aux Pays-Bas et environ en 1960.
Ce n'est pas explicite mais plusieurs indices permettent de le savoir :
- Lieu: La maitresse parle de l'histoire des Pays-Bas, la monnaie est le florin et le père parle de son enfance à La Haye dans un passage du livre.

De plus, Carl Friedman est hollandaise et le roman est un roman autobiographique.
- Date: La date est plus difficile à retrouver, mais le fait qu'on parle du procès d'Eichmann situe le roman vers 1960.
- Une histoire perdue (en néerlandais : Twee koffers vol) (1993) qui a été porté à l'écran en 1998 par Jeroen Krabbé sous le nom : À la recherche du passé.
- Elle écrit en 1996, un recueil de trois nouvelles nommé L'Amant Gris (De grauwe minnaar en néerlandais).
- Parallèlement, elle tient une chronique dans divers quotidien.
- Elle écrit un premier recueil regroupant ses articles en novembre 2001 sous le titre Dostojevski's paraplu (Le Parapluie de Dostoëvski).
- En automne 2004, elle écrit Qui compte le plus de Juifs (en néerlandais : Wie heeft de meeste Joden)